# 1544
1544 (MDXLIV) je bilo prestopno leto, ki se je po julijanskem koledarju začelo na torek.

## Dogodki
- 1. januar

## Rojstva
- 19. januar - Franc II. Francoski, francoski kralj († 1560)
- 24. maj - William Gilbert, angleški fizik, učenjak, filozof, zdravnik († 1603)